# Giovacchino Carradori
Giovacchino Carradori (Prato, 7 de junio de 1758-Florencia, 10 de abril de 1818) fue un profesor, médico, y naturalista italiano. Practicó en su localidad la profesión médica y también fue profesor honorario de la Universidad de Pisa.

## Algunas publicaciones

### Libros
- giovacchino Carradori, walter Bernardi. 1989. Scritti sull'elettricità animale. Editor Società pratese di storia patria, 264 pp.
- ----------------------------. 1817. Istoria del galvanismo in Italia, o, Sia della contesa fra Volta e Galvani e decisione ricavata dai fatti: esposti dai due partiti. Editor All'Insegna dell'Ancora, x + 72 pp. en línea
- ----------------------------. 1809. Della Fertilita della terra: memoria... 4ª edición de G. Pagani, 136 pp.
- ----------------------------, costanzo Spirito Mannajoni, robert john Thornton. 1808. Viaggio fatto intorno alla terra, con la mira d'estendere la pratica della vacciniazione: per ordine del Governo Spagnolo. (Comunicato dal d. Thornton Philos. mag. n. 103). Estratto dalla Biblioth. Britannique tom. 35 pp. 239 an. 1807. Traducido por Giovanni Francioni. Edición reimpresa. 16 pp.
- ----------------------------. 1805. Riflessioni sopra l'opera postuma dello Spallanzani, Mémoires sur la respiration etc. traduits par Jean Senebier A. 1783. 14 pp.
- ----------------------------. 1801. Istoria dell 'epizotia bovina che regno nel MDCCC nella campagna del vicariato di Prato. Editor Stamperia del Giglio, 36 pp.
- ----------------------------. 1800. Degli organi assorbenti delle Radici delle Piante: Osservazioni presentate alla R. Societa Economica de' Georgafili de Firenze. 16 pp.
- ----------------------------. 1797. Della Trasformazione del Nostoc in Tremella Verrucosa, in Lychen fascicularis, ed in Lychen rupestris Memoria del dott. Giovacchino Carradori. Editor V. Vestri e P. Guasti, 39 pp.
- ----------------------------. 1793a. Lettera sopra la virtù anti-odontalgica di più insetti: scritta ad un amico (Carta sobre las virtudes de la lucha contra el dolor de muelas con insectos: escribiendo a un amigo). Editor por Vincenzio Vestri, & Pellegrino Guasti, 17 pp.
- ----------------------------. 1793b. Lettere sopra l'elettricità animale: scritte al sig. cav. Felice Fontana... Editor Nella stamperia di Luigi Carlieri, 59 pp.
- ----------------------------. 1789. Saggio dell'opera di Crawford intitolata Experiments, and observations on animal heat &c. &c. Editor Jacopo Grazioli, 79 pp.
- ----------------------------. 1784. Dissertazione sopra la teoria di Crawford intorno al calore animale e alla combustione. Editor Nella stamperìa di G. Tofani, 255 pp.

## Honores
Miembro de
- Academia nacional de las Ciencias

## Eponimia
- (Globulariaceae) Carradoria A.DC.[3]